# Wan Dihuan
Wan Dihuan (romanización del chino: 万涤寰, 1907) es un cineasta chino. Nació en Nanjing, China, y es uno de los hermanos Wan, quienes iniciaron la industria de animación china.

## Historia
Wan Dihuan apoyó a sus hermanos en muchos proyectos de cine hasta 1932, cuando se fue voluntariamente de la Compañía de Gran Muralla de Cine para su propio estudio fotográfico. No se sabe si tuvo éxito en el inicio del estudio porque la segunda guerra sino-japonesa empezó en 1937. Se cree que sólo regresó en 1941 para ayudar con la película Princess Iron Fan y en 1964 con Havoc in Heaven.